# Emilia Pinczewska

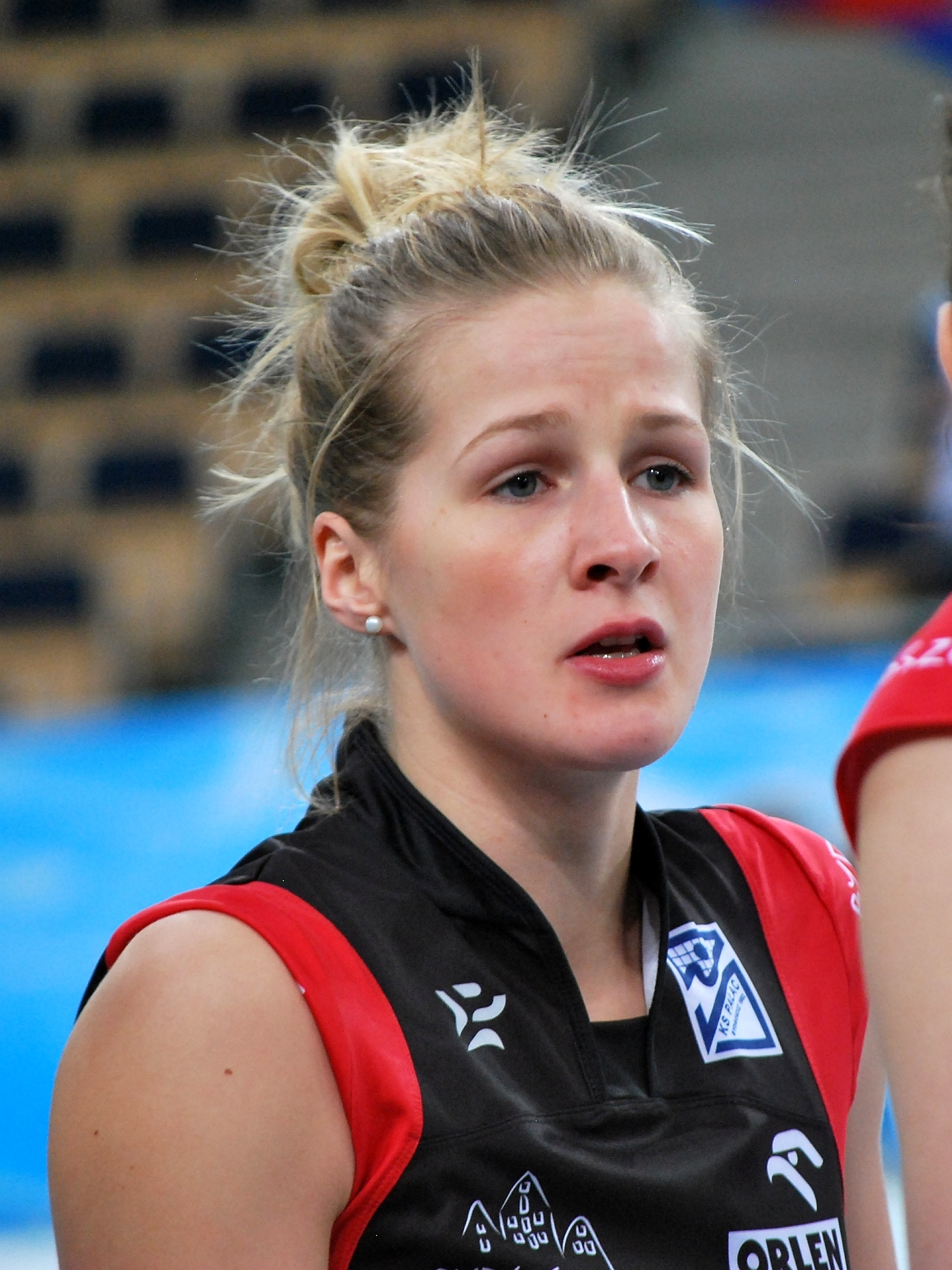
Emilia Mucha zawodniczką KS Pałacu Bydgoszcz w sezonie 2012/2013

Emilia Pinczewska, panieńskie Mucha (ur. 7 grudnia 1993 roku w Warszawie) – polska siatkarka pochodząca z Garwolina, reprezentantka kraju, grająca na pozycji przyjmującej. W maju 2016 roku została powołana do Reprezentacji Polski w piłce siatkowej kobiet.
W sezonie 2019/2020 zawodniczka E.Leclerc Radomki Radom (kontrakt rozwiązano z nią w trakcie sezonu, w lutym 2020). W sezonie 2020/2021 reprezentowała najpierw barwy KS Pałac Bydgoszcz, do którego wróciła po 7 latach. W jego trakcie, dnia 22 stycznia 2021 odeszła z klubu za porozumieniem stron i przeszła do Energi MKS Kalisz.

## Kariera klubowa
| Kariera juniorska         | Kariera juniorska                 | Kariera juniorska | Kariera juniorska | Kariera juniorska | Kariera juniorska | Kariera juniorska | Kariera juniorska | Kariera juniorska | Kariera juniorska | Kariera juniorska |
| ------------------------- | --------------------------------- | ----------------- | ----------------- | ----------------- | ----------------- | ----------------- | ----------------- | ----------------- | ----------------- | ----------------- |
| Lata                      | Klub                              |                   |                   |                   |                   |                   |                   |                   |                   |                   |
| 2006–2010                 | Sparta Warszawa                   |                   |                   |                   |                   |                   |                   |                   |                   |                   |
| 2010–2011                 | Pałac II Bydgoszcz                |                   |                   |                   |                   |                   |                   |                   |                   |                   |
| Kariera seniorska         |                                   |                   |                   |                   |                   |                   |                   |                   |                   |                   |
| Lata                      | Klub                              |                   |                   |                   |                   |                   |                   |                   |                   |                   |
| 2011–2013                 | KS Pałac Bydgoszcz                |                   |                   |                   |                   |                   |                   |                   |                   |                   |
| 2013–2014                 | Polski Cukier Muszynianka Muszyna |                   |                   |                   |                   |                   |                   |                   |                   |                   |
| 2014–2015                 | KS DevelopRes Rzeszów             |                   |                   |                   |                   |                   |                   |                   |                   |                   |
| 2015–2019                 | BKS Profi Credit Bielsko-Biała    |                   |                   |                   |                   |                   |                   |                   |                   |                   |
| 2019–2020 (do 29.02.2020) | E.Leclerc Radomka Radom           |                   |                   |                   |                   |                   |                   |                   |                   |                   |
| 2020–2021 (do 22.01.2021) | Polskie Przetwory Pałac Bydgoszcz |                   |                   |                   |                   |                   |                   |                   |                   |                   |
| 2021–2022 (od 23.01.2021) | Energa MKS Kalisz                 |                   |                   |                   |                   |                   |                   |                   |                   |                   |
| 2022–2025                 | ITA TOOLS Stal Mielec             |                   |                   |                   |                   |                   |                   |                   |                   |                   |
| 2025–                     | Sokół & Hagric Mogilno            |                   |                   |                   |                   |                   |                   |                   |                   |                   |

## Sukcesy klubowe

### młodzieżowe
Mistrzostwa Polski Młodziczek:
- 2006, 2008

Mistrzostwa Ogólnopolskiej Olimpiady Młodzieży Juniorek Młodszych:
- 2008

Mistrzostwa Polski Kadetek:
- 2008, 2009, 2010

Ogólnopolska Olimpiada Młodzieży:
- 2010
- 2009

Mistrzostwa Polski Juniorek:
- 2011
- 2012
- 2010

### seniorskie
Mistrzostwo I ligi:
- 2023[10]

## Sukcesy reprezentacyjne
Volley Masters Montreux:
- 2019